# Juana Whitney
Juana Whitney (Niza, Francia, 1857-Estella, Alta Navarra, 28 de marzo de 1945) fue una profesora y activista feminista.

## Biografía
Era hija de Juan Whitney, diplomático inglés y cónsul de Gran Bretaña en Niza. Se educó en París. Con dieciséis años, conoció a Manuel de Maeztu Rodríguez, un hacendado cubano de ascendencia navarra nacido en Cienfuegos, hijo del último intendente general siendo la isla de Cuba aún territorio español, ingeniero y dueño de dos ingenios azucareros en Cuba, y se establecieron en Vitoria sin llegar nunca a casarse.
Vivieron en Vitoria y tuvieron cinco hijos: el escritor Ramiro Maeztu (1874), Angela Maeztu (1877), Miguel Maeztu (1880), la pedagoga María Maeztu (1881) y el pintor Gustavo Maeztu (1887). La familia disfrutó de una desahogada posición económica hasta el fallecimiento repentino de Manuel de Maeztu en 1898 en Santa Clara (Cuba), dejando a la familia en una precaria situación.
Juana Whitney, se trasladó con sus hijos a Bilbao, ciudad más industrial que Vitoria. Comenzó a dar clases de inglés a domicilio y las amistades le aconsejaron que pusiera un colegio y montó la Academia Anglo-Francesa. Colegio de Señoritas en varias ubicaciones de Bilbao (más tarde, Academia Maeztu). En ella enseñaba idiomas y cultura general y al que acudían las hijas de intelectuales y políticos progresistas, como las de Indalecio Prieto. Posteriormente el magnate Horacio Echevarrieta ayudó a Juana construyendo en 1912 un edificio ad hoc para academia en la calle Orueta 4. Su hija María le ayudó iniciándose como profesora en la Academia.